# Antonio Obbedio
Antonio Obbedio (Foggia, 17 giugno 1969) è un dirigente sportivo ed ex calciatore italiano, di ruolo centrocampista.

## Carriera
In una lunga carriera (più che ventennale, dal 1987 al 2009) trascorsa prevalentemente fra Serie C1 e Serie C2, ha disputato due campionati in Serie B, nella stagione 1998-1999 con la Lucchese e nella stagione 2001-2002, con il Messina, per complessive 59 presenze fra i cadetti, andando a segno nella sconfitta interna della Lucchese contro il Verona del 13 settembre 1998.

## Dirigente
Nel 2010-2011 ha ricoperto l'incarico di direttore sportivo del Teramo in serie D arrivando al 2º posto perdendo la finale Playoff contro il Rimini.
Nel 2012-2013 ha ricoperto l'incarico di direttore sportivo dell'U.S. Ancona 1905 in serie D. 
Da luglio 2014 riveste lo stesso ruolo nel Savoia di Torre Annunziata in Lega Pro.
Dal dicembre 2015 riveste il medesimo incarico nel Giulianova, in Serie D.
Da giugno 2016 ricopre il ruolo di direttore sportivo della Lucchese in serie C 
A giugno 2018 si trasferisce alla Viterbese, rescindendo tuttavia il contratto dopo appena un mese per divergenze societarie.
Il 13 agosto 2018 seguente fa ritorno alla Lucchese raggiungendo una salvezza miracolosa nonostante 23 punti di penalizzazione.
Dalla stagione 2020-2021 ricopre il ruolo di direttore sportivo del Renate. Il 20 maggio del 2023 si dimette dall’incarico della squadra Lombarda
A giugno 2023 diventa direttore sportivo dell’Unione Calcio AlbinoLeffe

## Palmarès

### Club

#### Competizioni nazionali
- Coppa Italia Serie C: 1

Alzano Virescit: 1997-1998
- Serie C2: 1

Messina: 1999-2000
- {{Calciopalm [Serie C1|2}} 2000-2001

Messina: vittoria playoff
- Chieti: [Eccellenza|1] 2008-2009